# Gordon McQueen
Gordon McQueen (Kilwinning, 26 giugno 1952 – Hutton Rudby, 15 giugno 2023) è stato un calciatore e allenatore di calcio scozzese, di ruolo difensore.

## Caratteristiche tecniche
È stato un difensore centrale.

## Carriera
Giocò nella massima divisione inglese con Leeds e Manchester United. Vinse un campionato inglese nel 1974 e due FA Cup nel 1983 e nel 1985.

## Palmarès

### Club

#### Competizioni nazionali
- Campionato inglese: 1

Leeds: 1973-1974
- Coppa d'Inghilterra: 2

Manchester United: 1982-1983, 1984-1985
- Community Shield: 1

Manchester United: 1983